# Arthur Seedorf
Arthur Seedorf (* 1903 in Angermünde; † 7. August 1986 in Schwarzenbach an der Saale) war ein deutscher Maler und Grafiker.

## Leben
Arthur Seedorf wuchs in Angermünde auf. Sein Vater verstarb, als er sechs Jahre alt war, seine Mutter heiratete erneut. Er schloss die Luisenstädtische Oberrealschule in Berlin mit dem Abitur ab und studierte in Berlin mehrere Semester Volkswirtschaft und Jura. Er besuchte Abendkurse an der Kunstschule des Westens und lernte zwei Jahre im Atelier von Ernst Honigberger, dem Ehemann von Erna Honigberger. Seedorf war ein Anhänger der FKK-Bewegung, in einem Interview stellte er sich der Zuschreibung ein Märzgefallener gewesen zu sein. In Kriegszeiten kam er über Beziehungen im Luftschutz unter. Ab 1943 arbeitete er für einen Industrieverband in Schwarzenbach an der Saale. Er war Gründungsmitglied des Berufsverbandes Bildender Künstler Ober- und Unterfranken. In der Zeit von 1951 bis 1981 führte er Ausstellungen in Bayreuth durch. Im Kunstmuseum Bayreuth waren seine Werke 2016/2017 Teil der Ausstellung über die Freie Gruppe Bayreuth, deren Gründungsmitglied er war. Er gehörte auch der Gruppe Nordfranken seit ihrer Gründung an und leitete diese. Zum als „Schwarzenbacher Malerguppe“ bezeichneten Kern gehörten neben ihm Anton Richter, Werner Gilles, Ernst Schumacher, Alfred Kutzscher, Karl Bedal und Bruno Goller. Er war an Ausstellungen im fränkischen Raum beteiligt, ferner in Berlin, Hamburg, München, Remscheid, Graz und Bonn. Einzelausstellungen realisierte er überwiegend in den 1970er Jahren in Hof, Bayreuth, Bamberg und Schweinfurt. Er war zweimal verheiratet. Aus erster Ehe mit Elisabeth stammte Jens Seedorf (* 1941), ebenfalls als Maler aktiv. Arthur Seedorf war in zweiter Ehe mit Liselotte, geborene Wittgenstein, verheiratet.

## Künstlerisches Schaffen
Alfred Schmidl charakterisiert Arthur Seedorf als Landschaftsmaler eines unspektakulären Oberfrankens, der im Laufe seines Schaffens durch Reduktion zur Abstrakten Malerei überging, sich mit Farben und Formen aber immer wieder Anregungen aus der Natur holte. Er spricht von „seelischen Landschaften“, die mit zunehmendem Alter dunkler und düsterer wurden und dann eine melancholische Stimmung vermitteln. Mit dem Nachgehen eigener Impulse und Motive gewann Seedorf Abstand, einem Publikum gefallen zu wollen. Neben oberfränkischen Motiven existieren auch Werke aus seiner Herkunftsregion, beispielsweise aus Himmelpfort und von seinen Reisen nach Italien, Frankreich und Griechenland. In einem Interview äußerte er, dass er mindestens 500 Bilder gemalt habe. Seine Werke befinden sich in privaten und staatlichen Sammlungen in Europa und den Vereinigten Staaten. Für seine Malerei und die Nachwuchsförderung wurde er mit dem Bundesverdienstkreuz ausgezeichnet.